# Тілґа (Елва)
Ті́лґа (ест. Tilga küla) — село в Естонії, у волості Елва повіту Тартумаа.

## Населення
Чисельність населення на 31 грудня 2011 року становила 106 осіб.

## Географія
Поблизу населеного пункту проходить автошлях 3 (Йигві — Тарту — Валґа), естонська частина європейського маршруту E264.

## Історія
До 24 жовтня 2017 року село входило до складу волості Ринґу.